# クルキノリン
クルキノリン（英語: kurkinorin）は、サルビノリンAから誘導された非窒素性の極めて選択的な中枢性μオピオイド受容体アゴニストであり、鎮静作用や報酬作用はない。